# Japan Cup (cyclisme)
Pour les articles homonymes, voir Japan Cup.
La Japan Cup (officiellement Japan Cup Cycle Road Race) est une course de cyclisme sur route d'un jour se tenant à Utsunomiya dans la préfecture de Tochigi, au Japon, depuis 1992.
Elle est inscrite au calendrier de la Coupe du monde de cyclisme sur route 1996. Entre 2005 et 2019, elle figure dans l'UCI Asia Tour en catégorie 1.HC. En 2020, elle intègre l'UCI ProSeries, le deuxième niveau du cyclisme international. Toutefois, la course n'est pas organisée en 2020 ni en 2021 en raison de la pandémie de Covid-19. 
Elle se déroule sur un circuit de 10,3 km à accomplir de 14 à 16 fois aux alentours d'Utsunomiya. 

## Palmarès
Course
| Année   | Vainqueur                                                       | Deuxième                                                        | Troisième                                                       |
| ------- | --------------------------------------------------------------- | --------------------------------------------------------------- | --------------------------------------------------------------- |
| 1992    | Hendrik Redant                                                  | Bart Bowen                                                      | Laurent Madouas                                                 |
| 1993    | Claudio Chiappucci                                              | Beat Zberg                                                      | Dmitri Nelyubin                                                 |
| 1994    | Claudio Chiappucci                                              | Erich Maechler                                                  | Stefano Checchin                                                |
| 1995    | Claudio Chiappucci                                              | Stefano Zanini                                                  | Mauro Gianetti                                                  |
| 1996    | Mauro Gianetti                                                  | Pascal Hervé                                                    | Andrea Peron                                                    |
| 1997    | Yoshiyuki Abe                                                   | Andrea Tafi                                                     | Mauro Gianetti                                                  |
| 1998    | Fabien De Waele                                                 | Daniele Nardello                                                | José Luis Rubiera                                               |
| 1999    | Sergio Barbero                                                  | Mirko Celestino                                                 | Sébastien Demarbaix                                             |
| 2000    | Massimo Codol                                                   | Gabriele Missaglia                                              | Marco Serpellini                                                |
| 2001    | Gilberto Simoni                                                 | Cadel Evans                                                     | Christophe Brandt                                               |
| 2002    | Sergio Barbero                                                  | Igor Astarloa                                                   | Fabio Sacchi                                                    |
| 2003    | Sergio Barbero                                                  | Patrik Sinkewitz                                                | Guido Trentin                                                   |
| 2004    | Patrik Sinkewitz                                                | Damiano Cunego                                                  | Manuel Quinziato                                                |
| 2005    | Damiano Cunego                                                  | Francisco Mancebo                                               | Cristian Moreni                                                 |
| 2006    | Riccardo Riccò                                                  | Ruggero Marzoli                                                 | Vladimir Gusev                                                  |
| 2007    | Manuele Mori                                                    | Fabian Wegmann                                                  | Francesco Gavazzi                                               |
| 2008    | Damiano Cunego                                                  | Giovanni Visconti                                               | Ivan Basso                                                      |
| 2009    | Chris Anker Sørensen                                            | Daniel Moreno                                                   | Ivan Santaromita                                                |
| 2010    | Daniel Martin                                                   | Peter McDonald                                                  | Yusuke Hatanaka                                                 |
| 2011    | Nathan Haas                                                     | Taiji Nishitani                                                 | Junya Sano                                                      |
| 2012    | Ivan Basso                                                      | Daniel Martin                                                   | Rafał Majka                                                     |
| 2013    | Jack Bauer                                                      | Damiano Cunego                                                  | Julián Arredondo                                                |
| 2014    | Nathan Haas                                                     | Edvald Boasson Hagen                                            | Grega Bole                                                      |
| 2015    | Bauke Mollema                                                   | Diego Ulissi                                                    | Yukiya Arashiro                                                 |
| 2016    | Davide Villella                                                 | Christopher Juul Jensen                                         | Robert Power                                                    |
| 2017    | Marco Canola                                                    | Benjamín Prades                                                 | Takeaki Amezawa                                                 |
| 2018    | Robert Power                                                    | Antwan Tolhoek                                                  | Matti Breschel                                                  |
| 2019    | Bauke Mollema                                                   | Michael Woods                                                   | Dion Smith                                                      |
| 2020-21 | Éditions annulées en raison de la pandémie de Covid-19 au Japon | Éditions annulées en raison de la pandémie de Covid-19 au Japon | Éditions annulées en raison de la pandémie de Covid-19 au Japon |
| 2022    | Neilson Powless                                                 | Andrea Piccolo                                                  | Benjamin Dyball                                                 |
| 2023    | Rui Costa                                                       | Felix Engelhardt                                                | Guillaume Martin                                                |
| 2024    | Neilson Powless                                                 | Ilan Van Wilder                                                 | Matej Mohorič                                                   |

Criterium
| Année   | Vainqueur                                                       | Deuxième                                                        | Troisième                                                       |
| ------- | --------------------------------------------------------------- | --------------------------------------------------------------- | --------------------------------------------------------------- |
| 2010    | Thomas Palmer                                                   | Denis Galimzianov                                               | Gustav Larsson                                                  |
| 2011    | Steele Von Hoff                                                 | Davide Cimolai                                                  | David Tanner                                                    |
| 2012    | Jaroslaw Marycz                                                 | Fumiyuki Beppu                                                  | Robbie McEwen                                                   |
| 2013    | Steele Von Hoff                                                 | Bernhard Eisel                                                  | Matteo Trentin                                                  |
| 2014    | Christopher Sutton                                              | Steele Von Hoff                                                 | Ben Swift                                                       |
| 2015    | Fumiyuki Beppu                                                  | Ben Swift                                                       | Steele Von Hoff                                                 |
| 2016    | Fumiyuki Beppu                                                  | Jon Aberasturi                                                  | Manuele Mori                                                    |
| 2017    | Marco Canola                                                    | Juan José Lobato                                                | Bram Welten                                                     |
| 2018    | John Degenkolb                                                  | Cameron Scott                                                   | Marco Canola                                                    |
| 2019    | Edward Theuns                                                   | Sonny Colbrelli                                                 | Brenton Jones                                                   |
| 2020-21 | Éditions annulées en raison de la pandémie de Covid-19 au Japon | Éditions annulées en raison de la pandémie de Covid-19 au Japon | Éditions annulées en raison de la pandémie de Covid-19 au Japon |
| 2022    | Edward Theuns                                                   | Axel Zingle                                                     | Atsushi Oka                                                     |
| 2023    | Edward Theuns                                                   | Riley Sheehan                                                   | Axel Zingle                                                     |
| 2024    | Toms Skujiņš                                                    | Mauro Schmid                                                    | Antoine Huby                                                    |

## Vainqueurs multiples de la course
| Nombre de victoires | Coureur            | Nationalité | Année            |
| ------------------- | ------------------ | ----------- | ---------------- |
| 3                   | Claudio Chiappucci | Italie      | 1993, 1994, 1995 |
| 3                   | Sergio Barbero     | Italie      | 1999, 2002, 2003 |
| 2                   | Damiano Cunego     | Italie      | 2005, 2008       |
| 2                   | Nathan Haas        | Australie   | 2011, 2014       |
| 2                   | Bauke Mollema      | Pays-Bas    | 2015, 2019       |